# War Pigs
"War Pigs" är en låt av Black Sabbath. Den återfinns på bandets andra studioalbum, Paranoid, utgivet den 18 september 1970.
Först tänkte de att titeln på "War Pigs" skulle vara "Walpurgis" som ungefär är som julafton för satanister och eftersom deras basist och låtskrivare Geezer Butler hade sagt "Och för mig, var kriget bara satan själv. Det handlade inte om politik eller regering eller någonting. Det var ren ondska själv. Så jag sa "generaler samlade i massorna / precis som häxor på svarta massor" för att göra en analogi. Men när vi tog det till skivbolaget, så tyckte de att "Walpurgis" lät för Satanistiskt. Och det var då vi gjorde det till "War Pigs". Men vi ändrade inte texterna, för de var redan färdiga." 